# Шабан, Борис Тарасович
Борис Тарасович Шабан (22 мая 1923, Москва — 29 сентября 2005, Москва) — командир батареи 139-го миномётного полка 1-й миномётной бригады 5-й артиллерийской дивизии 4-го артиллерийского корпуса прорыва 61-й армии Центрального фронта, старший лейтенант. Герой Советского Союза.

## Биография
Родился 22 мая 1923 года в Москве в семье военнослужащего. Белорус. Окончил среднюю школу № 402 в Ленинграде.
В Красной Армии с июля 1941 года. В 1942 году окончил Ленинградское артиллерийское училище, передислоцированное в город Кострому. В действующей армии с апреля 1942 года. Член ВКП(б)/КПСС с 1943 года. Сражался с врагом на Брянском, Центральном, и 1-м Белорусском фронтах.
Командир батареи 139-го миномётного полка старший лейтенант Борис Шабан особо отличился в Курской битве и при форсировании реки Днепр.
6 июля 1943 года у посёлка городского типа Поныри Курской области старший лейтенант Шабан подбил три вражеских танка. Когда противники окружили его вместе с разведчиком и связистом, командир батареи с двумя воинами гранатами уничтожил полтора десятка фашистов, вышел из окружения и вынес раненого разведчика.
8 октября 1943 года старший лейтенант Шабан Б. Т. с группой разведчиков переправился с левого берега через Днепр в районе посёлка городского типа Радуль Репкинского района Черниговской области Украины, провёл разведку и 15 октября 1943 года в ожесточённом бою за освобождение Лоевского района Гомельской области Белоруссии, вверенная Борису Шабану батарея 139-го миномётного полка, организованно под вражеским огнём переправилась на подручных средствах на правый берег реки Днепр, пять суток поддерживала наступление советской пехоты, обив шесть контратак и подавив десять огневых точек противника. Тем самым, миномётчики под командованием старшего лейтенанта Шабана способствовали форсированию Днепра и последующему наступлению основных сил.
Указом Президиума Верховного Совета СССР от 24 декабря 1943 года за образцовое выполнение боевых заданий командования и проявленные при этом мужество и героизм старшему лейтенанту Шабану Борису Тарасовичу присвоено звание Героя Советского Союза с вручением ордена Ленина и медали «Золотая Звезда».
После войны офицер-артиллерист продолжал службу в армии. В 1951 году он окончил Военную академию бронетанковых и механизированных войск. Занимал ряд ответственных должностей. С 1985 года полковник Шабан Б. Т. — в отставке. Жил в городе-герое Москве. Скончался 28 сентября 2005 года. Похоронен на Троекуровском кладбище в Москве.
Награждён орденом Ленина, двумя орденами Отечественной войны 1-й степени, орденом Отечественной войны 2-й степени, двумя орденами Красной Звезды, орденом «За службу Родине в Вооружённых Силах СССР» 3-й степени, медалями.